# بحوث محاسبية

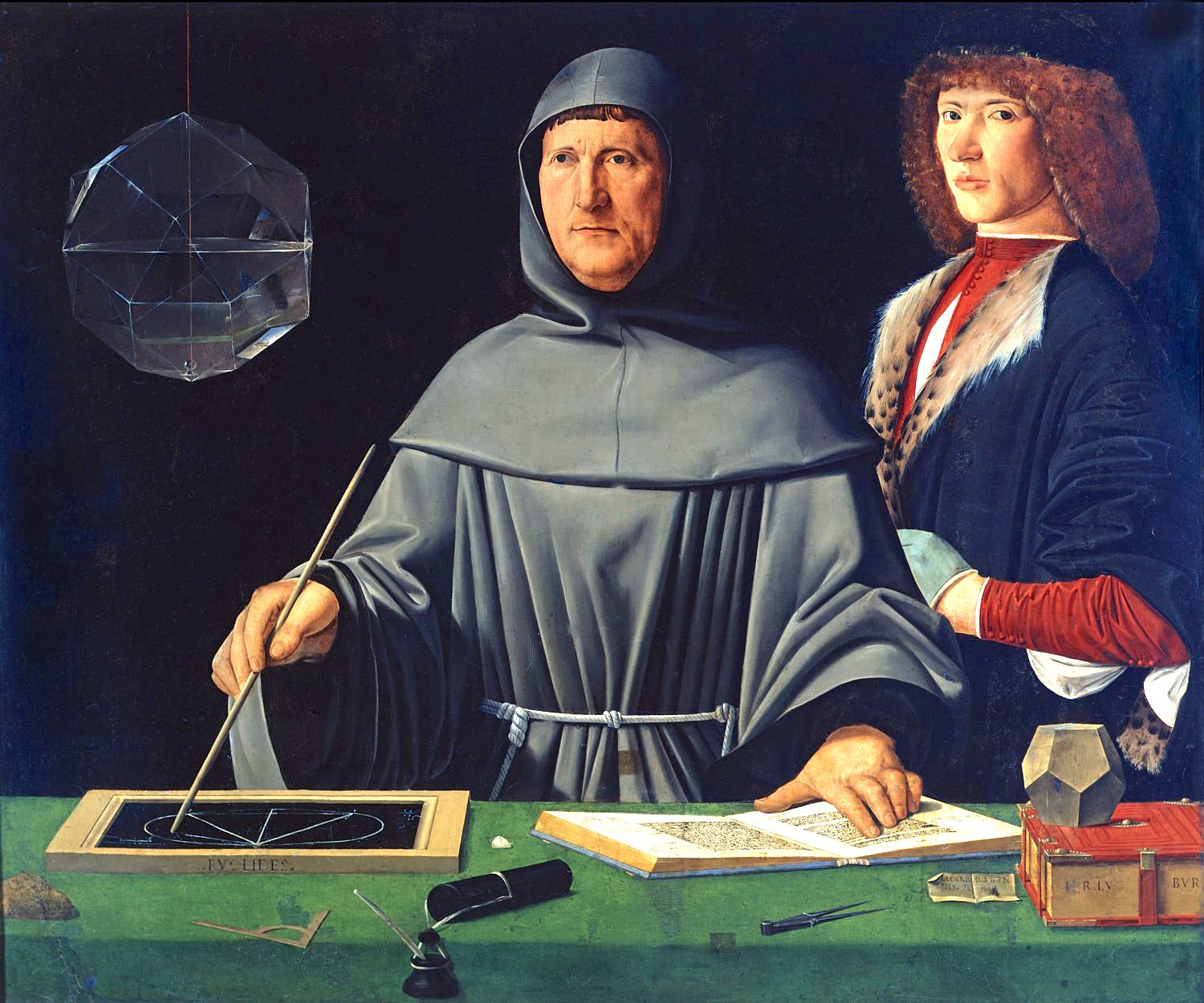

تعاين البحوث المحاسبية (بالإنجليزية: Accounting research)‏ كيفية استخدام المحاسبة من قبل الأفراد والمنظّمات والحكومات، بالإضافة إلى نتائج هذه الممارسات. انطلاقاً من افتراضية أن المحاسبة تقيس وتوضّح أحداثاً اقتصاديةً معيّنةً، تدرس البحوث المحاسبية دور المحاسبة في المنظمات والمجتمع ونتائج هذه الممارسات على الأفراد والمنظمات والحكومات وأسواق رأس المال. تشمل مجالات واسعةً من المواضيع، تتضمن بحث المحاسبة المالية، وبحث المحاسبة الإدارية، وبحث تدقيق الحسابات، وبحث رأس المال، وبحث المساءلة، وبحث المسؤولية الاجتماعية، وبحث الضريبة.
تعالج البحوث المحاسبية الأكاديمية «كل جوانب مهنة المحاسبة» باستخدام المنهج العلمي، بينما يركز المحاسبون الممارسون على حل المشاكل للعميل أو مجموعة من العملاء. تقدم البحوث المحاسبية مساهمةً مهمةً لمهنة المحاسبة، وتغيّر أيضاً في تعليم المحاسبة، لكن أدت المحاسبة الأكاديمية في العقود الأخير إلى فجوة بين المحاسبة الاكاديمية ومهنة المحاسبة.

## نظرة عامّة
قال أنطوني هوبوود، في خطابه في الاجتماع السنوي لمنظمة المحاسبة الأميركية عام 2006: «أصبحت المحاسبة حرفة دون جوهر. وقد تغيّرت بشكل كبير مع الوقت، وتبنّت أساليب وطرق وأدوار جديدة. وكذلك الأمر بالنسبة للبحوث المحاسبية. وبالتأكيد للبحوث المحاسبية دورٌ في جعل المحاسبة ومعرفتنا بها مختلفة وفي تقدّم فهمنا للمحاسبة، وأحياناً لها دور في مهنة المحاسبة بحدّ ذاتها».
تُنفّذ البحوث المحاسبية من قبل الباحثين الأكاديميين وممارسي المهنة. وتعالج كل جوانب مهنة المحاسبة، وتبحث في القضايا باستخدام المنهج العلمي، وتستعين بالدليل من مصادر واسعةٍ ومختلفةٍ، متضمّنة البيانات المالية، والتجارب، والمحاكاة بالحواسيب، والمقابلات، واستطلاعات الرأي، والسجلّات التاريخية، وعلم وصف الأعراق الشعبية.
يركز الباحثون المحاسبون الممارسون «على حل المشاكل الحالية لعميل واحد أو مجموعة من العملاء» واحتوائها، على سبيل المثال، أخذ القرار بتطبيق معايير جديدة للمحاسبة والتدقيق أو تقديم تعامل تجاري مميز في البيانات التجارية أو فرض قوانين ضريبية جديدة على العملاء.
تُنفَّذ البحوث المحاسبية أيضاً من قبل منظّمات المحاسبة مثل منظّمة المعايير. على سبيل المثال، يمكن أن يحضّر مجلس معايير المحاسبة الدولية مشاريع بحثية لقضايا معينة، تعلمهم النتائج إذا ما توجب عليهم نقل هذه القضايا إلى جداول أعمالهم النشط.

### تاريخ البحوث المحاسبية
خضعت البحوث المحاسبية لتغييرات مهمة في العقود الماضية. في خمسينيات القرن العشرين، تأسست أكاديمية المحاسبة وتبنّت متطلبات أكاديمية العلوم الاجتماعية، مثل شهادة الدكتوراه والأوراق البحثية. شهد منتصف سبعينيات القرن العشرين تحوّل سيطرة البحث المعياري إلى:
- البحث الإيجابي «يستخدم طرائق من الاقتصاد والتمويل».
- البحث السلوكي الذي يستعين بعلم النفس.[9]
- البحث متعدد الاختصاصات الذي يتبنّى طرائق واسعة ومختلفة من العلوم الاجتماعية.[10]
- بحث محاسبة المصلحة العامة الذي يدرس نتائج الممارسات الحسابية المختلفة على المصلحة العامة.
- البحث النقدي الذي يستخدم الآراء الماركسية والنظرية النقدية.[11]

## ممارسة المحاسبة والبحث الأكاديمي

### مساهمة البحث الأكاديمي في الممارسة
ساهم البحث الأكاديمي في الممارسة بتقييم الممارسات الحسابية الحالية وتطوير الممارسات الحديثة وتطوير المنهج الدراسي الجامعي:
«تلعب البحوث الأكاديمية دوراً مهمّاً، في كلٍّ من تقييم المدى الذي تكون فيه الممارسات الموجودة «ملائمة للهدف»، وتطوير ممارسات جديدة لتلبية تغيّرات الأعمال والاحتياجات الاجتماعية والاقتصادية. يفيد البحث أيضاً المناهج التعليمية الجامعية، ما يؤثّر على مجموعة من القضايا التي ستجعل الأجيال القادمة أكثر وعياً واهتماماً».
على سبيل المثال، تستطيع البحوث المحاسبية الأكاديمية «تحسين فهم كيفية استخدام أصحاب المصالح  للمعلومات المزوّدة من المحاسبين»، وساهمت الدراسات الأكاديمية السابقة في تقييم مخاطر الاحتيال، والتوجه المستقبلي للمهنة، وتأثير التغيّر في معايير المحاسبة.

### الفجوة بين الأكاديمية والممارسة
أشارت العديد من المنشورات -بما فيها المؤلفات الحديثة في مجال المحاسبة- إلى الفجوة والانقسام بين المحاسبة الأكاديمية والأوساط المهنية. تضمّنت الإشارة إلى جوانب الفجوة انتقادات إلى الأكاديميين الذين يهتمون بالتحدث بمصلحاتهم وبأهدافهم عند نشر الأبحاث أكثر من تطوير الممارسة، بالإضافة إلى انتقادات للمحاسبين الممارسين الذين يعارضون التغييرات في الوضع الراهن ويترددون في الإفصاح عن البيانات.
ركزت الفجوة بين المحاسبة الأكاديمية والممارسة على ما إذا كان التعليم بوجهٍ عام أم التدريب التقني فقط هو الطريقة الأفضل لتثقيف المحاسبين. منذ خمسينيات القرن العشرين، توسعت الفجوة بين البيئة الأكاديمية وممارسة المحاسبة بسبب تبني البيئة الأكاديمية للمحاسبة متطلبات أكاديمية العلوم الاجتماعية، بينما حافظ المحاسبون الممارسون «على تشديدهم على المؤهّلات المهنية والمهارات التقنية».
إلى جانب الاختلاف في تقييم مهارات المحاسبة الأكاديمية والممارسة ومتطلباتها، فقد اقتُرحت عدة عوامل للفجوة. تعتبر إحدى وجهات النظر أن نقص التدريب في الأبحاث الأكاديمية المقروءة قد يقود المحاسبين الممارسين إلى «تجاهل معلوماتٍ قد تكون مفيدةً جدّاً إمّا لأنها معقدة جدّاً أو غير مترابطة فلا تبدو مفيدة»، بينما حمّلت وجهة نظر أخرى المسؤولية إلى الإخفاقات الذريعة للبحوث الأكاديمية في التجارة والاقتصاد عامّةً، على سبيل المثال، فشل الباحثون في مسألة فعالية النماذج الاقتصادية التجارية السائدة.

## أنماط البحوث المحاسبية الأكاديمية
تتطرّق البحوث المحاسبية الأكاديمية إلى مجموعةٍ واسعةِ من مواضيع المحاسبة، وتستخدم مجموعة متنوّعة من المنهجيات والنظريات. تسلّط التصنيفات التالية الضوء على أنماط مهمة وعديدة من البحوث المحاسبية، لكنها غير شاملة، إذ ترفض العديد من الدراسات المحاسبية الأكاديمية التصنيف البسيط.

### بحث المحاسبة المالية
تبحث في المحاسبة المالية والسوق المالية، وتركّز على العلاقة بين المعلومات المحاسبية وعملية صنع القرار للمستخدمين الخارجيين للمعلومات المحاسبية في سوق رأس المال.

### بحث المحاسبة الإدارية
تركّز على المحاسبة الإدارية والعلاقة بين معلومات المحاسبة الإدارية ومستخدميها الداخليين، على سبيل المثال تخصيص الموارد وعملية صنع القرار ضمن مشروع.

### بحث التدقيق
ترتبط الدراسات بمهنة تدقيق الحسابات، متضمنةً عملية صنع قرار مدققي الحسابات وتأثير التدقيق على البيان المالي.

### بحث الضريبة
يبحث في القضايا المتعلّقة بالضريبة مثل ردود فعل السوق تجاه كشوف الضرائب وعملية اتخاذ القرار لدافع الضريبة، والعلاقة بين المعلومات المحاسبية والسلطات الضريبية.

### بحث الحوكمة
يبحث عموماً في حوكمة شركات المنظمات.

### بحث نظم المعلومات المحاسبية
يبحث في القضايا المتعلّقة بنظم المعلومات المحاسبية، مثل نظام الأمان وعلم التصميم.

### البحث الأرشيفي
يبحث في «البيانات الموضوعية التي جُمعت من الأرشيف»، متضمّنةً البيانات المجموعة من قبل الباحثين.

### البحث التجريبي
يبحث في البيانات «التي يجمعها الباحثون من خلال إدارة معالجة المواضيع».

### البحث التحليلي
يعتند الباحثون «نظريات النمذجة العلمية أو الأفكار المبرهنة بالمصطلحات الرياضية».

### البحث التفسيري
يؤكّد البحث على دور اللغة والتفسير والفهم في ممارسة المحاسبة، «بتسليط الضوء على البنى الرمزية والمواضيع البديهية التي  تزيّن العالم بطرقٍ متميّزة».

### البحث النقدي
يؤكّد البحث على دور الصراع والسلطة في ممارسة المحاسبة.
تتضمّن المنهجيات الأخرى المتاحة استعمال دراسات الحالة والمحاكاة بالحاسوب والأبحاث الميدانية.

### نظريّة الوكالة
يسعى الباحثون لتفسير الممارسات المحاسبية -المتعلقة بعلاقة الموكل والوكيل بين المساهمين والمدراء- وتوقعها، متضمّنةً القضايا المتعلّقة بتفاوت المعلومات والخطر الأخلاقي.

### النظريّة المؤسساتيّة
يركّز البحث  على القوانين المستحدثة بالمجتمع (التي تشكل هيكلية الممارسات المحاسبية في المنظمات والمجتمع).

### النظرية الهيكلية
يستعين البحث بالنظرية الهيكلية لأنتوني غيدنز، ويسعى لتفسير الممارسات المحاسبية كالتفاعل بين قدرة الأفراد على صنع الاختيارات والقوانين الاجتماعية والبنى التي تقيّد اختيارات الأفراد، والتي يُعاد إنتاجها من خلال سلوك الفرد.

### النظرية الفوكولية
تأثّر البحث بميشيل فوكو الذي يرى أن الممارسات المحاسبية تعتمد على الظروف التاريخية، وأنها أداةٌ لضبط السلوك الفردي.

### النظرية اللاتورية
تأثّر البحث ببرونو لاتور الذي «اهتمّ بفهم التقنيات المحاسبية في سياق شبكات (الفاعلين) البشر وغير البشريين».

### النظرية اللغوية
يرى البحث بأن المحاسبة ممارسة خطابية، تستخدم النظرية اللغوية وعلم تأويل النصوص.